# Notre maison la Russie
Ne doit pas être confondu avec La Maison Russie (roman) ou La Maison Russie (film).
Notre Maison la Russie (russe : Наш дом – Россия, Nash dom – Rossiya), abrégée en NDR, est un parti politique russe de droite entre 1995 et 2000 ; il soutenait la politique du président Boris Eltsine.

## Historique
Le parti est fondé en 1995 par le président du gouvernement Viktor Tchernomyrdine. Tchernomyrdine, ancien directeur de Gazprom, met en avant ses bonnes relations avec le groupe énergétique. Le parti est vite apparu comme étant le « parti du président » et le « parti des nouvelles élites » (ou encore le « parti des oligarques »). Lors des élections de la Douma en décembre 1995, Notre maison la Russie cumule 10,13% des suffrages exprimés
Le parti a soutenu Boris Eltsine à l'occasion de l'élection présidentielle russe de 1996.
Au printemps 1998, Boris Eltsine évince Viktor Tchernomyrdine et crée un nouveau parti l'année suivante, le Parti de l'Unité de la Russie. Il en résulte un effondrement du nombre de députés du parti Notre maison la Russie, qui n'a plus que 8 sièges en décembre 1999 ,.
Le parti finit absorbé par le Parti de l'Unité de la Russie.
Les auteurs Alexis Berelowitch et Jean Radvanyi suggèrent dans leur livre « Les 100 portes de la Russie : de l'URSS à la CEI, les convulsions d'un géant » que la popularité croissante de Viktor Tchernomyrdine dans l'opinion publique nationale et internationale a déplu à Eltsine qui a préféré le mettre à l'écart.
En mai 2006, le parti fusionne avec Russie unie.

## Photographies

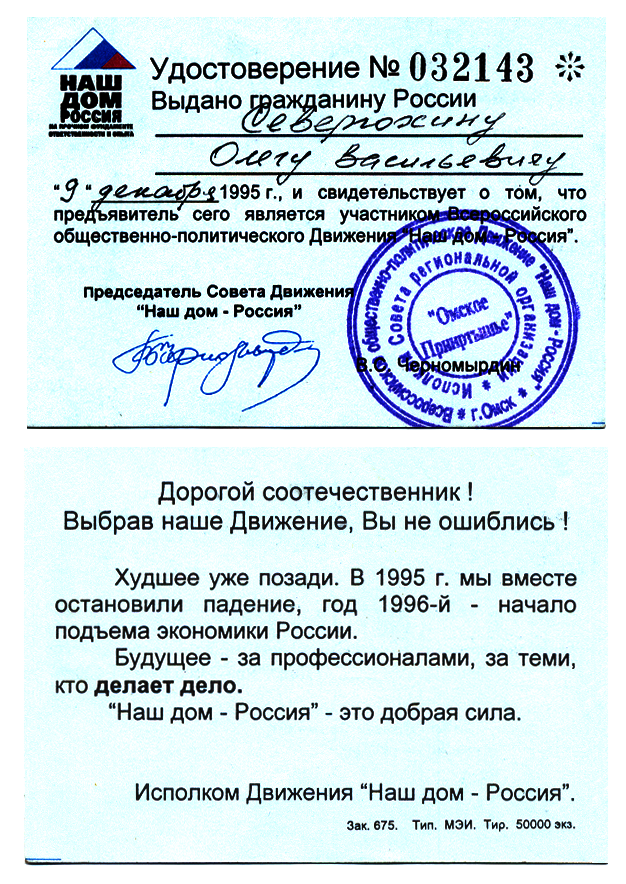
Carte de membre du parti